# Microstylum strigatum
Microstylum strigatum là một loài ruồi trong họ Asilidae. Microstylum strigatum được Enderlein miêu tả năm 1914. Loài này phân bố ở miền Ấn Độ - Mã Lai.